# L'Essai (bande dessinée)
L'Essai est un album de bande dessinée français créé par Nicolas Debon et publié en 2015 par Dargaud dans la collection Long courrier.
L'auteur relate l'histoire de L'Essai, colonie libertaire fondée en 1903 par Jean-Charles Fortuné Henry à Aiglemont dans les Ardennes françaises.

## Réception critique
L'album reçoit des critiques positives de la part de la presse généraliste et spécialisée.
Benjamin Roure de BoDoï note que « Nicolas Debon transporte sa peinture et ses pastels sur le terrain du politique, en narrant un fait historique qui a fasciné autant qu’effrayé à l’époque » : « avec justesse, distance et concision, [il] décrit ce chantier colossal, montre la foi de ces hommes dans un progrès social mais aussi leurs doutes quant à la signification de leur geste ».
Pour A. Perroud de BD Gest', « mêlant une volonté documentaire précise et une approche graphique expressionniste très à propos, Debon dresse un remarquable tableau de cette aventure humaine. La construction graduelle de la narration est admirable. En effet, plutôt que d’inonder le lecteur d'informations historico-techniques, l'auteur a préféré les distiller au fur et à mesures au fil des pages ».
Selon Denis Marc de la RTBF, « le dessin de Debon tient plus de la peinture que de la BD traditionnelle. Chaque case est un petit tableau en lui-même qui, réalisé en couleurs directes, illustre la force de conviction de ces anarchistes non-violents. La mise en page est classique et les dialogues laissent fréquemment la place à des descriptifs sous forme de réflexions du personnage principal ».